# Božetěch (opat)
Božetěch (činný do roku 1096) byl mnich řádu benediktinů, malíř, sochař a poslední slovanský opat sázavského kláštera.

## Život
Jediné písemné prameny o opatu Božetěchovi podává Kronika Mnicha sázavského, referující o vzniku sázavského kláštera, a jedna interpolace v textu Kosmovy kroniky od Mnicha sázavského. Božetěch snad získal vzdělání v sázavské klášterní škole, o jeho kariéře není známo. Písemně doloženo je, že byl v roce 1091 po Jimramovi (Emeramovi) zvolen čtvrtým opatem sázavského kláštera. Byl zřejmě oblíbencem českého krále Vratislava a jeho přízně dokázal využívat. S tím snad souviselo, že se rozhodl korunovat krále při jedné slavnostní mši roku 1091, to ale bylo výsostné právo pražského biskupa. Biskup Kosmas Božetěchovi jako trest určil vytvořit plastiku Ukřižovaného v životní velikosti a donést ji do Říma. V roce 1096 byl Božetěch spolu s dalšími mnichy praktikujícími slovanskou liturgii vyhnán z kláštera.

## Dílo
Božetěch byl jedním z prvních jménem známých českých výtvarných umělců, po zlatníku Kojatovi, který se připomíná ve službě kapituly ve Staré Boleslavi. Pravděpodobně původem němečtí iluminátoři Hildebert a Everwin, po kterých se zachoval iluminovaný rukopis, působili až před polovinou 12. století. Avšak o jeho umělecké činnosti víme jen to, co praví kronikář, že uměl malovat, pracovat s drahokamy, vyřezávat ze dřeva a soustruhovat z kosti. Přestavba sázavského kláštera měla být dokončena pod Božetěchovým vedením v roce 1096. Dokončení stavby sázavského chrámu archeologický výzkum nevyloučil, avšak nestavěl se kamenný klášter. Jeho budovy podle archeologických poznatků za Božetěchova vedení zůstaly dřevěné. Doložen a dochován není ani dřevěný kříž s Ukřižovaným, který měl Božetěch vyřezat a donést pěšky do Říma jako akt pokání za to, že se opovážil korunovat krále, což příslušelo jen biskupovi.

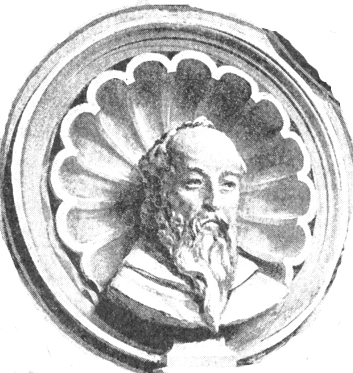
Busta opata Božetěcha na domě stavitele F. Kindla Na Poříčí v Praze. Vytvořil Bohuslav Schnirch, foto Jindřich Eckert, z archivu ÚČL AV ČR

### Romantická interpretace
Božetěchův odkaz se stal oblíbeným u českých obrozenců 2. poloviny 19. století a počátku 20. století, kteří ho interpretují jako prvního českého umělce, který trpěl kvůli svému „slovanství“. Podle romantického názoru českých obrozenců (Ján Kollár, Karel Vladislav Zap, Jaroslav Vrchlický, Josef Václav Sládek, Bernhard Grueber a další), který dovršil svou prací historik umění, monsignore Ferdinand Josef Lehner, opat Božetěch získal výjimečné postavení mezi českými umělci, byl zakladatelem české malířské školy a pro krále Vratislava I. ilustroval údajně Vyšehradský kodex a skupinu rukopisů s ním související. Tyto iluminace ovšem jsou součástí latinských rukopisů a vznikly v okruhu bavorské benediktinské školy, zatímco Božetěch byl příslušníkem "nepřátelské" slovanské školy a jako dědic cyrilometodějského odkazu měl tvořit pod vlivem byzantského umění.

### Tatíčkova teorie
Václav Tatíček se na základě Lehnerovy knihy pokusil užitím metod beletristické fabulace spojit řadu konkrétních uměleckých děl po celé Evropě s Božetěchem a jeho hutí. Předpokládá existenci sázavské huti pod Božetěchovým vedením, která se měla podílet na dalších projektech své doby, včetně přestavby chrámu sv. Víta. Jeho hypotetické závěry, že Božetěch byl nejenom první, ale také největší český umělec, nepřijala česká vědecká obec ani poučená veřejnost.

## Monumentální vyobrazení v Praze

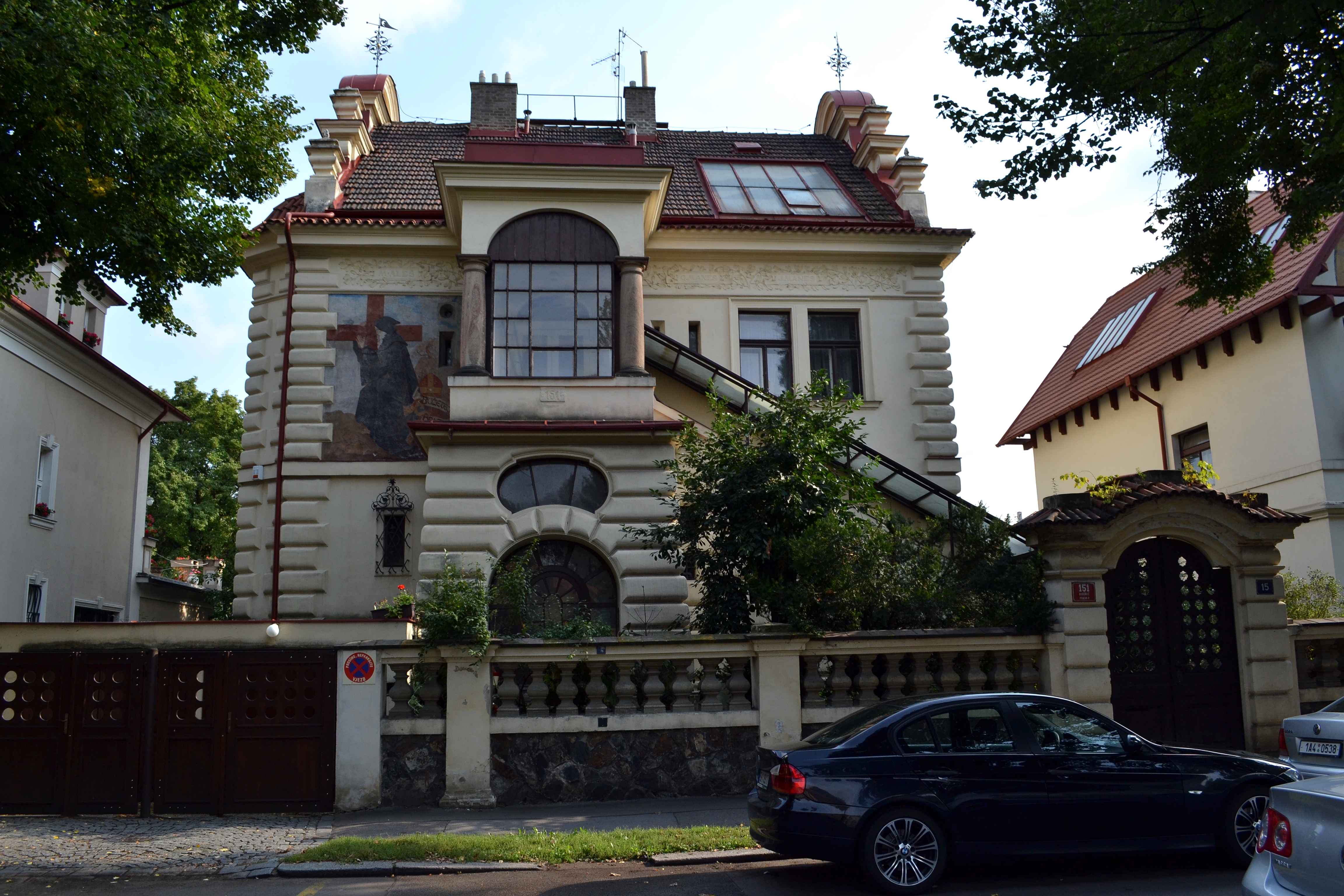
Suchardova první vila z konce 19. století s malbou Božetěcha nesoucího kříž

- Praha 6 - Dejvice, Slavíčkova ulice: Sochař Stanislav Sucharda si dal na svou první vilu vymalovat výjev Opat Božetěch putuje s křížem podle návrhu Mikoláše Alše.
- Praha 1 – Nové Město, dům čp. 1059/43 stavitele Kindla na nároží ulic Na Poříčí a Těšnov: Bohuslav Schnirch vytvořil na fasádu mezi okny čtvrtého patra 15 medailonů „15 nejvýznamnějších stavitelů v Čechách“, v chronologickém pořadí je první z nich Božetěch.[4]
- Praha 1 – Nové Město, Panteon Národního muzea: sochař Čeněk Vosmík roku 1899 vytvořil bronzovou bustu opata Božetěcha v nadživotním měřítku; busta byla roku 1950 na rozkaz Zdeňka Nejedlého z důvodu nežádoucí propagace církve přemístěna do depozitáře muzea, kde je dodnes.
- Praha – Panteon Národního muzea: opat Božetěch v černé kutně benediktina se objevuje mezi mnichy v malbě nástěnné lunety s námětem Cyril, Metoděj a slovanská liturgie v Čechách

## Malba a grafika
- Josef Mathauser: Opat Božetěch korunuje krále Vratislava I.
- Čeněk Maixner: Opat Božetěch nese svůj kříž do Říma, xylografie 1881